# Serranillos
Serranillos – gmina w Hiszpanii, w prowincji Ávila, w Kastylii i León, o powierzchni 18,39 km². W 2011 roku gmina liczyła 278 mieszkańców.